# Fernand Desmoulin
Pour les articles homonymes, voir Desmoulin.
Pierre Fernand Desmoulin né le 5 juin 1853 à Javerlhac et mort le 14 juillet 1914 à Venise est un peintre et graveur français.
Proche d'Émile Zola, il s'intéressa au spiritisme et produisit des dessins médiumniques.

## Biographie
Fils d'Antoine-Alfred Desmoulin et d'Anne-Élodie Duroux, Fernand Desmoulin découvre sa vocation artistique en poursuivant des études de médecine qu'il doit ensuite abandonner. Il a pour maîtres William Bouguereau, Luc-Olivier Merson et Félix Bracquemond, lequel le forme à l'art de la gravure.
Il expose des portraits dessinés et gravés au Salon des artistes français de 1883 à 1890, récompensé en 1883 et 1889. Il expose ensuite au Salon de la Société nationale des beaux-arts à partir de 1891 et jusqu'en 1899, puis de nouveau en 1903, et de 1906 à 1910, produisant alors non seulement des portraits mais aussi des paysages inspirés des Pays-Bas et de Venise. Il pratique l'eau forte. Il réside à cette époque au 9, rue François-Gérard à Paris,.

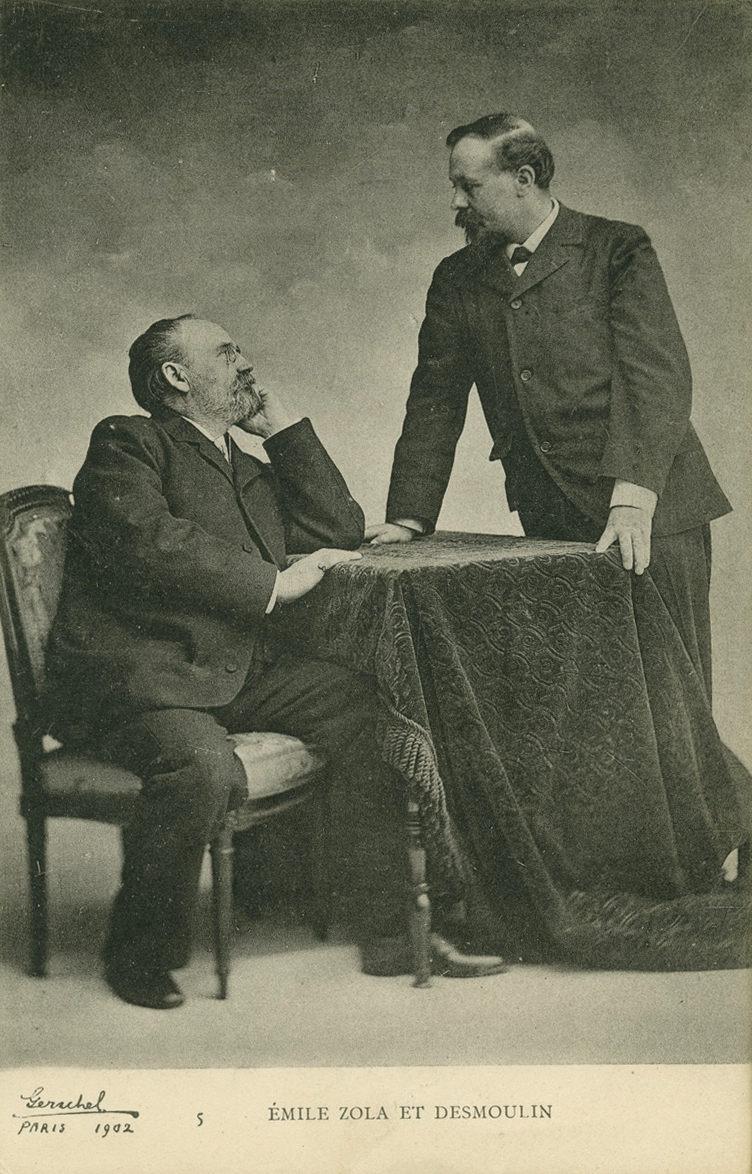
Fernand Desmoulin avec Émile Zola (assis) en 1902. Carte postale éditée par Aaron Gerschel, Rennes, musée de Bretagne.

Collaborateur à La Vie moderne, il y rencontre Georges Charpentier avec qui il se lie d'amitié puis, à partir de 1887, avec Émile Zola,. 
Chevalier de la Légion d'honneur en 1897, il est promu officier du même ordre par le ministère des Colonies le 20 mai 1903.
En 1908, son adresse parisienne est au 57, rue Ampère.

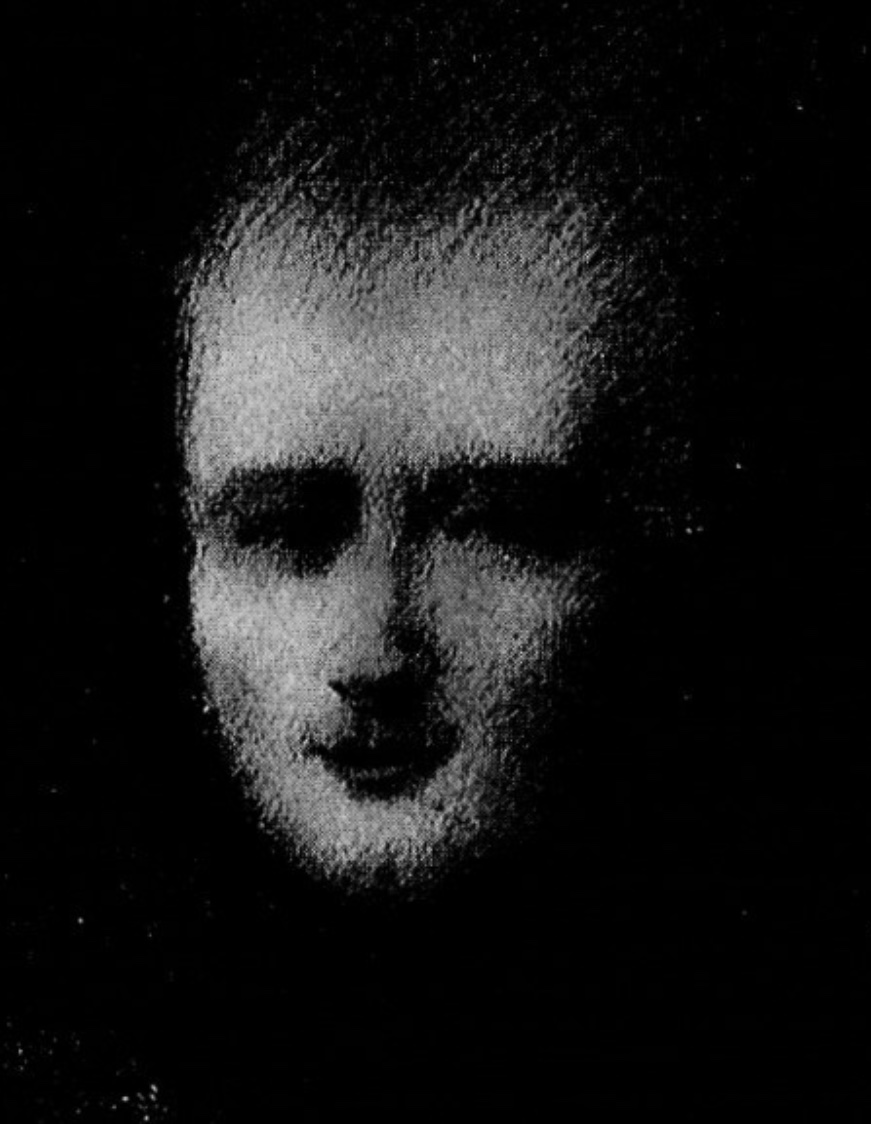
Dessin médiumnique par Fernand Desmoulin (photographie Louis Mercier).

Après la mort de sa première épouse Gabrielle Génie en 1894, puis sa séparation d'avec sa nouvelle compagne en 1899, il sombre dans la dépression et se tourne vers le spiritisme ; il conçoit un œuvre médiumnique important entre 1900 et 1902, consistant à produire des textes et dessins automatiques. Il expose ses dessins médiumniques à la galerie Georges Petit en 1901.
Il est le président d'honneur de la Ligue des droits de l'homme en 1903.
En 1905 il épouse Emma van Oosterom (Java 1869-Paris 1957), fille d'un planteur néerlandais et petite-fille de Heinrich Bürger.
Il meurt à Venise le 15 juillet 1914 et est enterré au cimetière de Montmartre le 19 juillet suivant. Dans les années 1950, ses dessins et écrits sont légués à la Ville de Brantôme par sa veuve. La municipalité fondera par la suite le musée Fernand Desmoulin pour y présenter ce fonds,.

## Œuvre
Desmoulin exécute sous la forme de gravures originales de nombreux portraits officiels pour le compte de l'État, mais aussi des paysages. Il interprète, rarement, quelques artistes contemporains comme Maurice Eliot et Théodule Ribot.
Le musée Fernand Desmoulin de Brantôme en Périgord expose en permanence divers aspects de son œuvre.

### Galerie

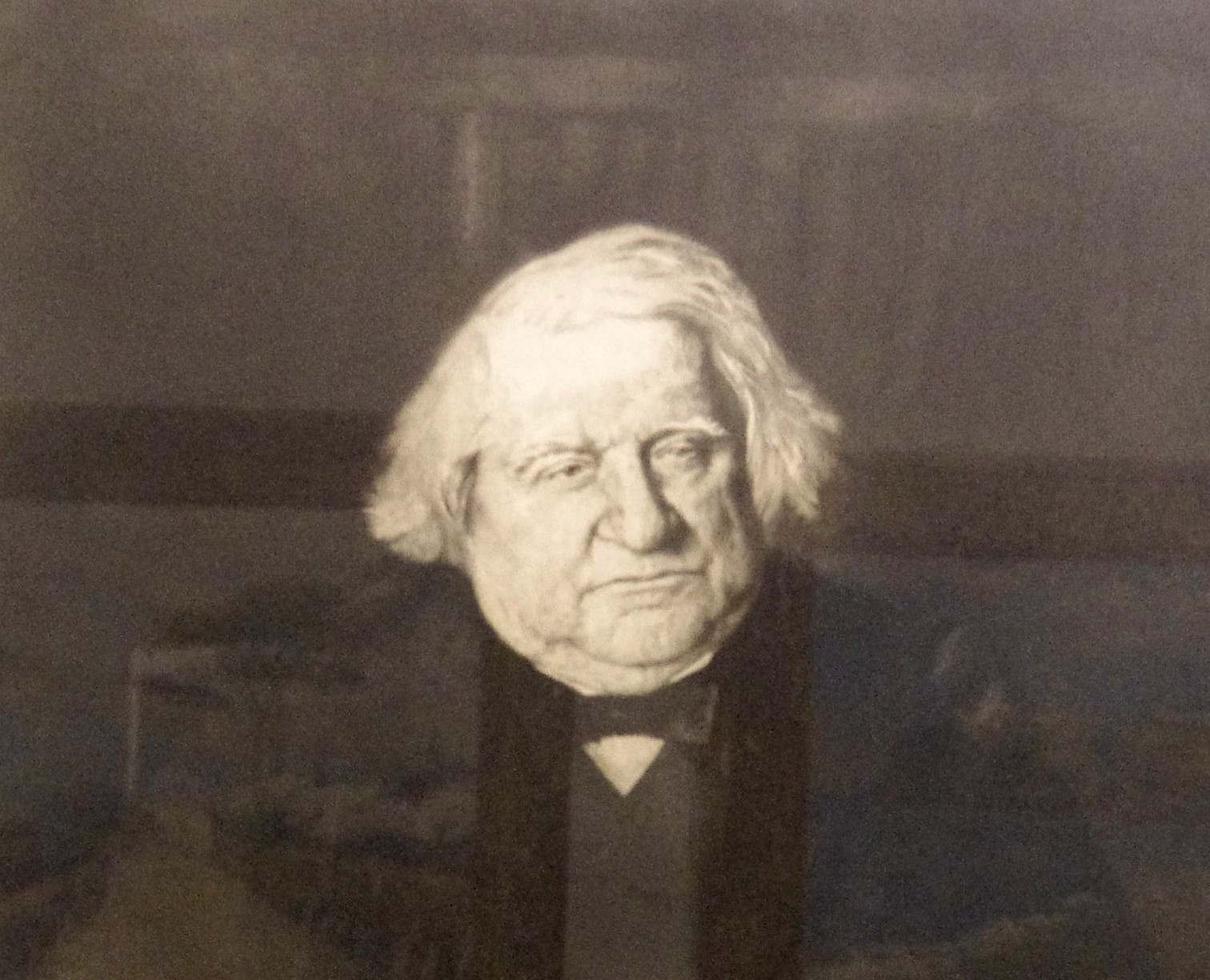
Portrait d'Ernest Renan
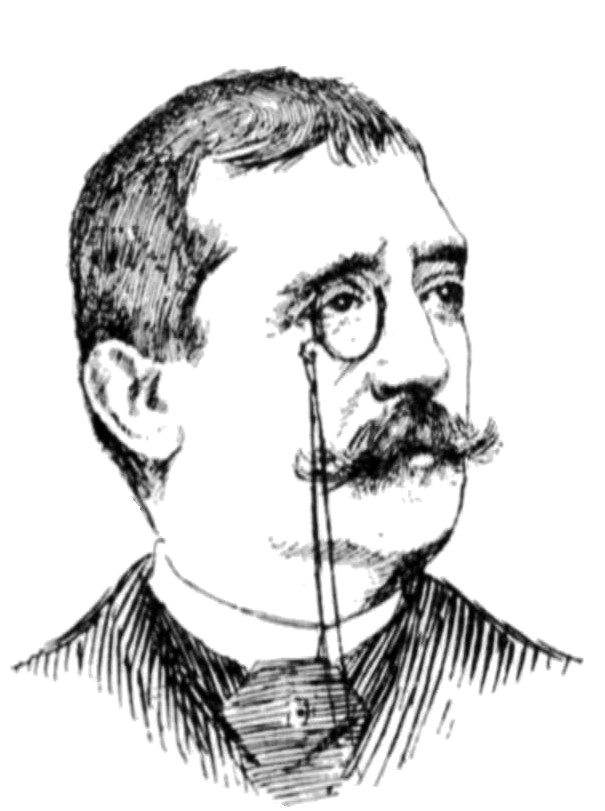
Portrait d'Abel Peyrouton paru en 1888 dans Le Monde illustré.
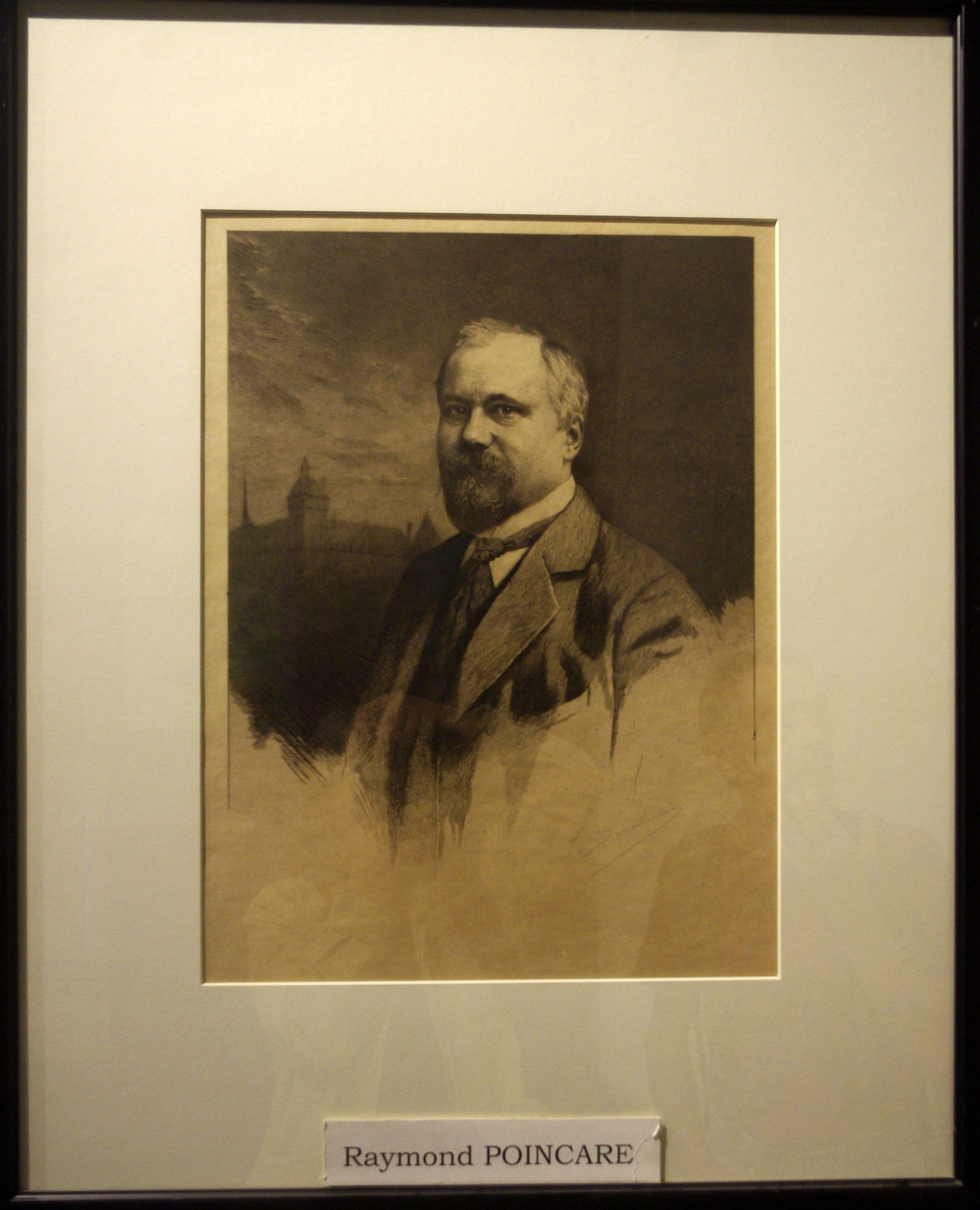
Portrait de Raymond Poincaré.
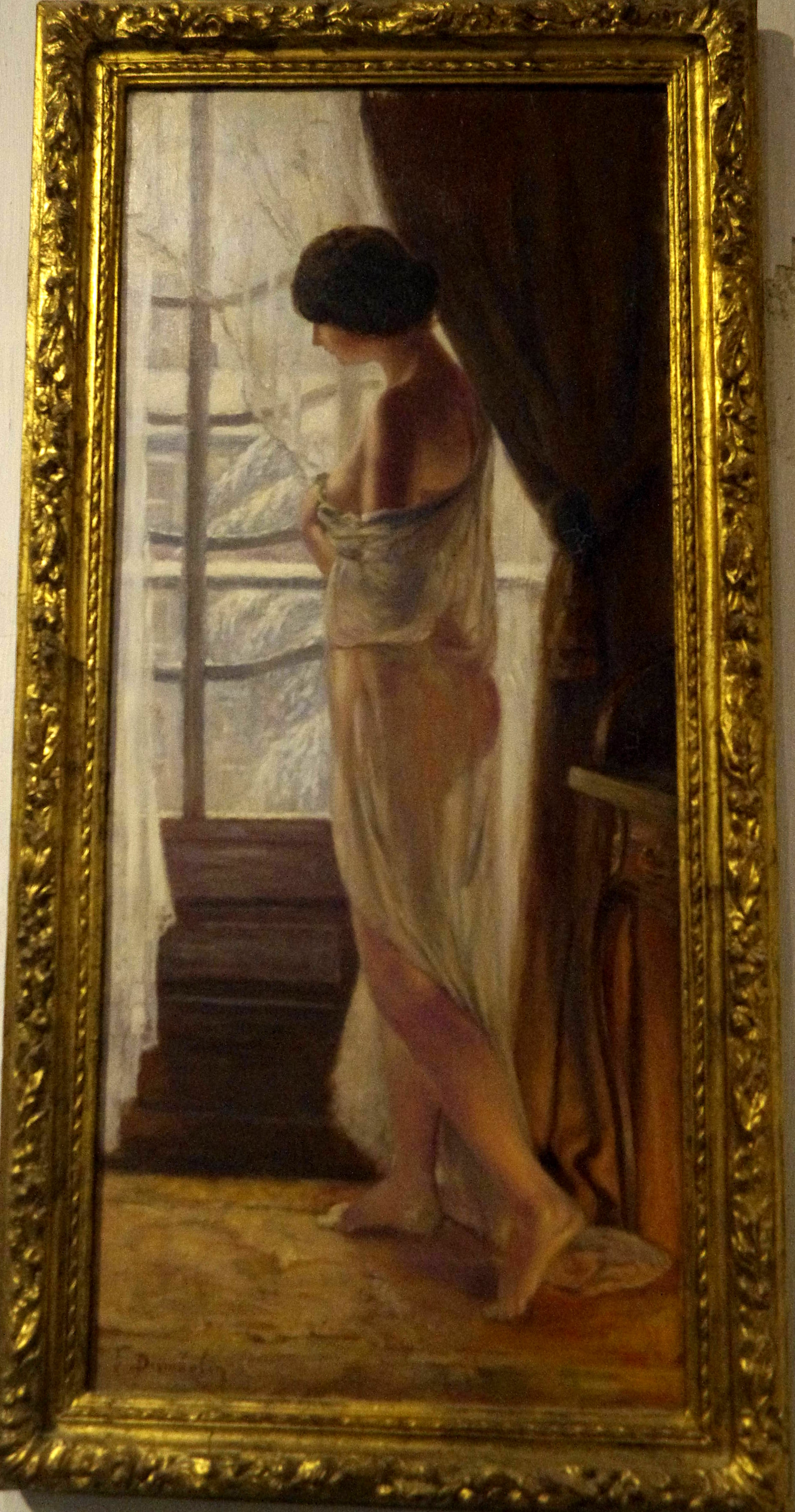
Peinture dans le musée Fernand Desmoulin.
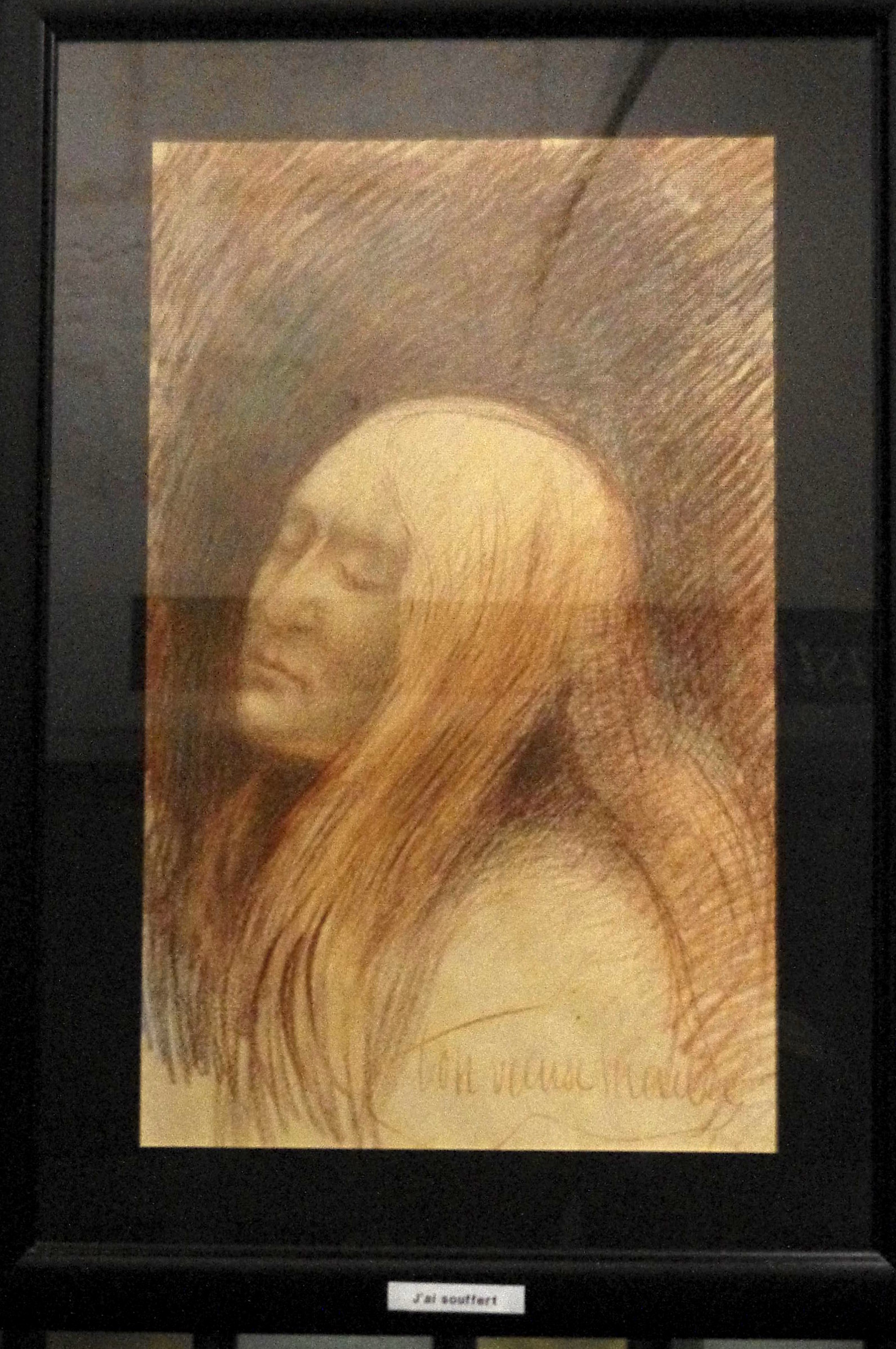
Œuvre médiumnique signé Ton vieux maître.
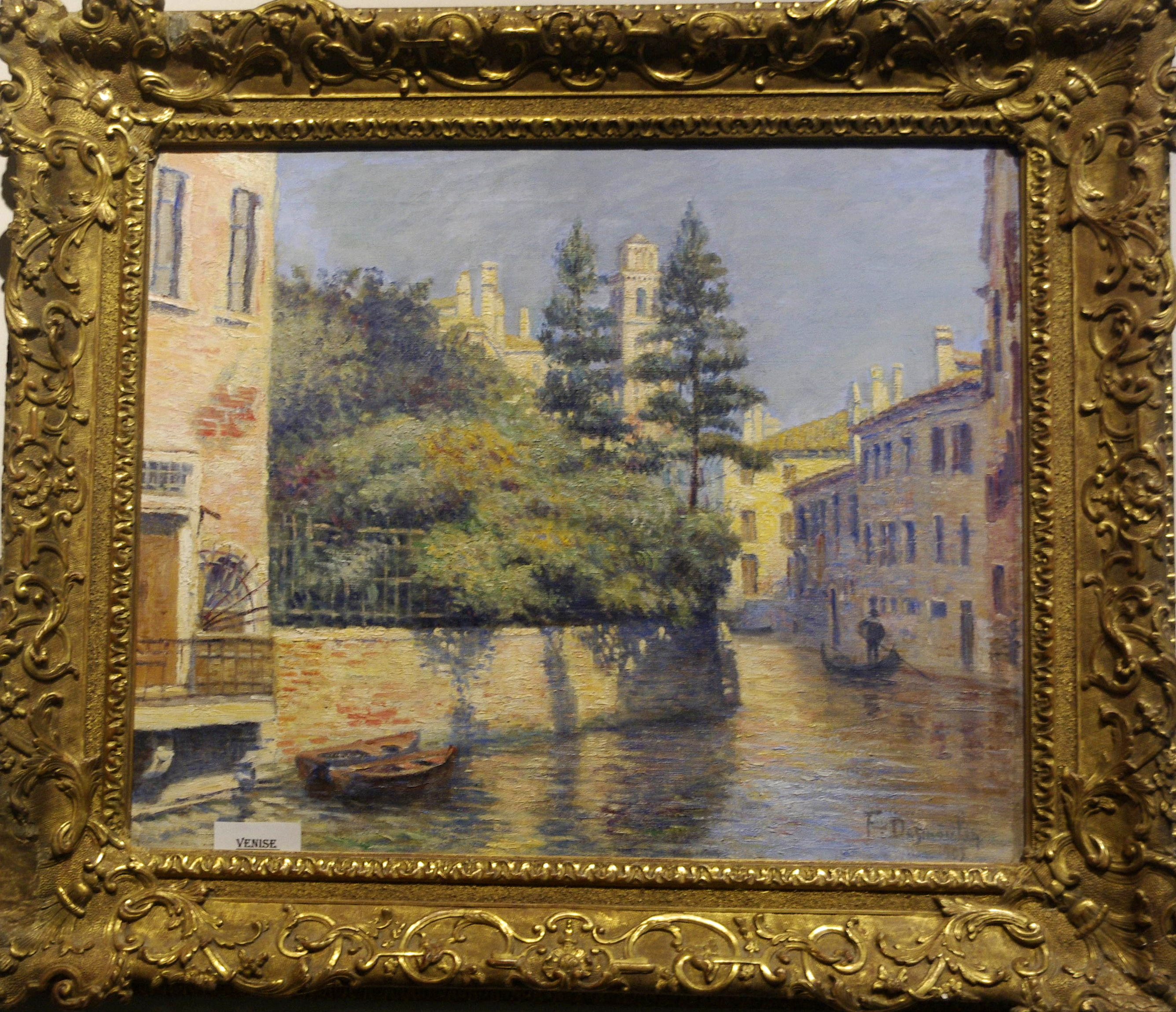
Vue de Venise.

### Expositions rétrospectives
- 2002 : Fernand Desmoulin, mediumistic works, galerie Messine – Thomas Le Guillou, Paris, du 26 février au 4 juin 2002.
- 2009 : Leçons des ténèbres, galerie Christian Berst, Paris, du 3 décembre 2009 au 9 janvier 2010.
- 2010 : Anatomia metamorphosis: Fernand Desmoulin, Dwight Mackintosh and Lubos Plný, ABCD Galerie, Montreuil, du 11 mars au 9 avril 2010.
- 2012 : Entrée des médiums : Spiritisme et art d’Hugo à Breton, Maison de Victor Hugo, Paris, du 18 octobre 2012 au 20 janvier 2013.
- 2014 : Le Mur : œuvres de la collection Antoine de Galbert, La Maison rouge, Paris, du 14 juin au 21 septembre 2014.
- 2018 : Do the write thing 2: Read between the lines, galerie Christian Berst, du 26 avril au 2 juin 2018.
- 2018 : L'envol ou le rêve de voler, La Maison rouge, du 16 juin au 28 octobre 2018.